# Sint-Columbaretabel

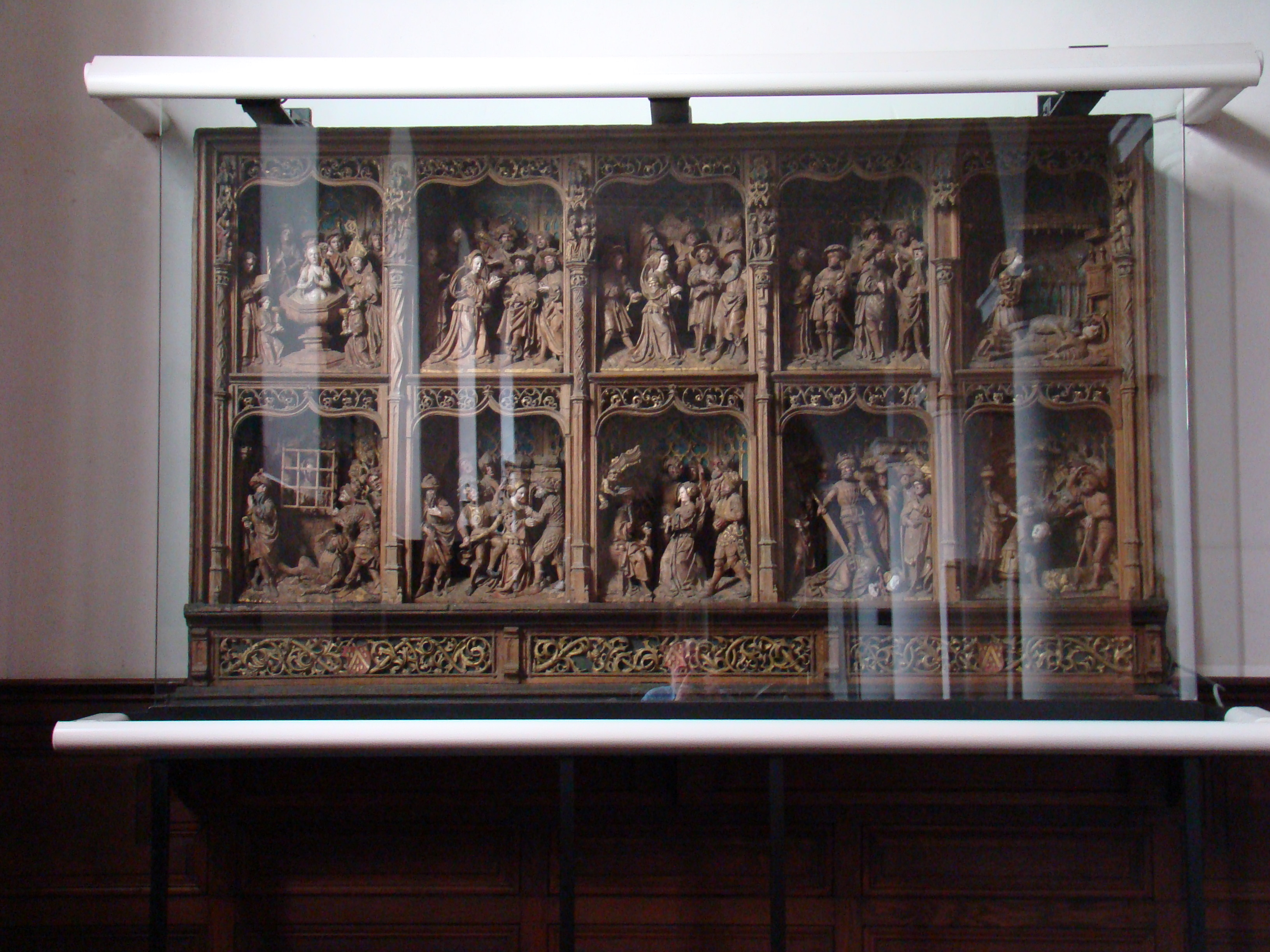
Het Sint-Columbaretabel

Het Sint-Columbaretabel is een retabel dat hangt in de Sint-Columbakerk te Deerlijk. Het kunstwerk toont in tien beeldengroepen de marteldood van Columba van Sens. Het maakt deel uit van de campagnes Vlaamse Meesters in Situ en Vlaamse Meesters op hun plek en van de Topstukkenlijst van het Topstukkendecreet. 

## Ontstaan
Het retabel is vermoedelijk gemaakt rond 1535 in een Kortrijks atelier in opdracht van Jan de Costere, heer van Deerlijk. Zijn familiewapen komt namelijk drie keer voor. Het beeldhouwwerk bestaat uit gepolychromeerd eikenhout. Het kon afgesloten worden met twee beschilderde luiken, maar deze gingen verloren.
Wellicht is het kunstwerk gemaakt door twee beeldhouwers, onder wie misschien Jan Demeyere. Deze uit Antwerpen afkomstige kunstenaar was ook actief in de Kortrijkse Onze-Lieve-Vrouwekerk.    

## Bestemming en restauratie
Vroeger stond er te Deerlijk ten noorden van de oude kerk een kapel die gewijd was aan Sint-Columba. Bij de verbouwing van de kerk omstreeks 1774 werd dit bouwwerk afgebroken. Het is mogelijk dat het retabel gemaakt werd voor deze kapel en later bestemd was voor het hoofdaltaar van de parochiekerk.
Later kwam het retabel terecht in het museum van Kortrijk. Tijdens de Tweede Wereldoorlog bevond het zich in de kelders van de Kortrijkse Stadsschouwburg en werd in 1944 bij een luchtbombardement ernstig beschadigd. In 1945 kwam het dankzij grote inspanningen van de plaatselijke heemkundige en folklorist Leon Defraeye terug naar Deerlijk.
In 1967 werd een van de kleine groepen gestolen. Er was een volledige restauratie van het retabel in de periode 1982-1988. Deze restauratie vond plaats in het gerenommeerde Koninklijk Instituut voor het Kunstpatrimonium (KIK) in Brussel.

## Betekenis van de beeldengroepen
Tafereel één toont het doopsel van Columba te Vienne door een bisschop. Op het tweede tafereel ontmoet ze keizer Aurelianus; hier probeert ze haar keuze voor het christendom te verdedigen. In tafereel drie wordt er haar een voorstel gedaan, ze moet huwen met de zoon van de keizer. Zo kon ze haar straf ontlopen. Maar ze weigert en in het vierde tafereel wordt ze opgesloten in het amfitheater van Sens. Columba bidt in de vijfde beeldengroep tot God om gespaard te blijven van verkrachting. En God helpt haar ook, hij redt haar van een belager in de gedaante van een berin. In het zesde tafereel zien we hoe een soldaat probeert haar mee te nemen naar de keizer om haar te veroordelen, maar hij wordt gepakt door de berin. Vervolgens - in tafereel zeven - wordt Columba geslagen op bevel van de keizer. Tafereel acht toont Columba's veroordeling tot onthoofding. In de negende beeldengroep voert de beul de terechtstelling uit – dit gebeurde in 273 n.Chr. De betekenis van het tiende  en laatste tafereel is onzeker; er zijn drie mogelijkheden:
- Een van de mogelijkheden is dat Columba wordt begraven in het bijzijn van de keizer.
- Een tweede interpretatie van het laatste fragment is dat de keizer verbiedt dat Columba wordt begraven zodat ze ten prooi valt aan de wilde dieren.
- De laatste mogelijkheid is dat de blinde Romeinse generaal Aubertus het lichaam waardig laat begraven omdat hij opnieuw kan zien doordat hij zijn ogen heeft gewassen met het bloed van Columba.

Bijzonder is dat de taferelen één en tien niet voorkomen in het passio over Columba, zoals gekend uit de middeleeuwse manuscripten. Vermoed wordt dan ook dat de kunstenaar(s) nog over andere inspiratiebronnen beschikten.
Enkele willekeurige taferelen van het retabel: 

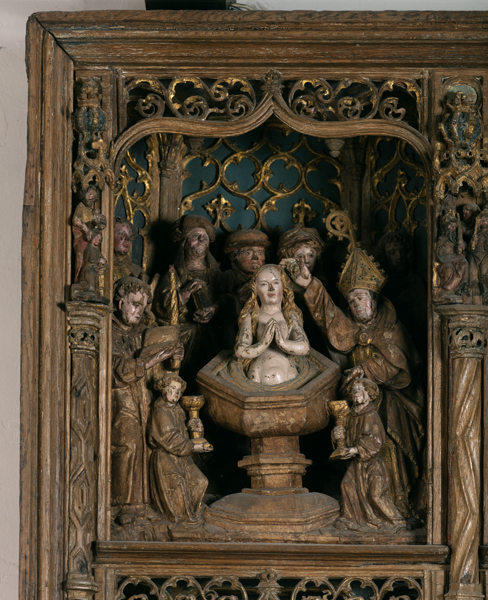
Tafereel 1: de doop van Columba
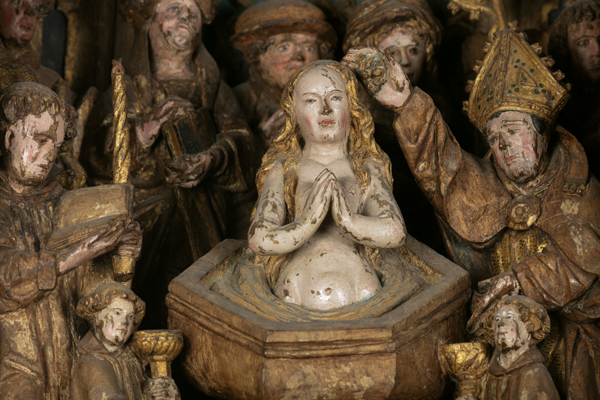
Tafereel 1: de doop van Columba (detail)
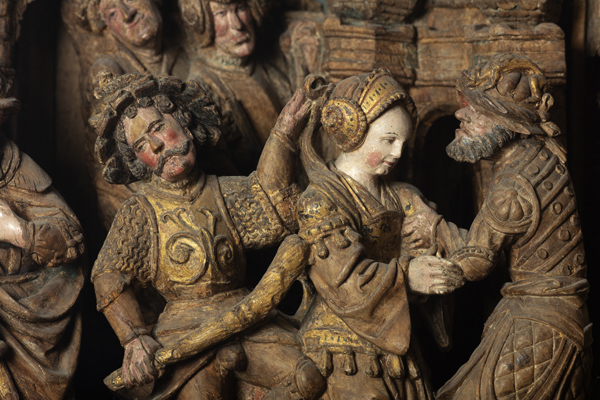
Tafereel 7: Columba weer opgepakt
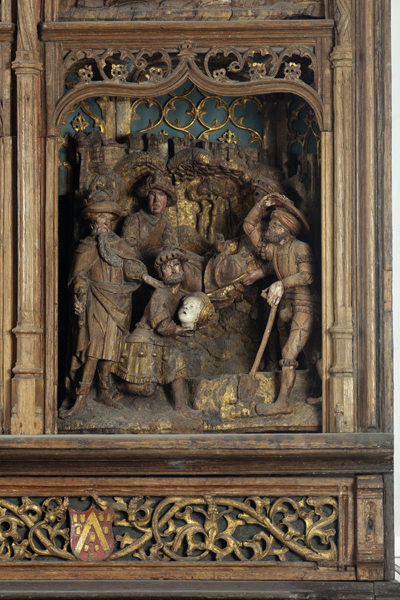
Tafereel 10: de onthoofde Columba